# Тодор Павлов
Тодор Димитров Павлов (14 лютого 1890, Штип, Османська імперія — 8 травня 1977, Софія, Болгарія) — болгарський філософ, академік, політик який стояв на позиціях марксизму.

## Біографія
Народився в сім'ї вчителя. Батько Димитр Павлов Грозданов — видатний громадський діяч і церковний півчий, делегат Першого болгарського церковно-народного собору. Збереглися тексти духовних пісень записані з його голосу. Із 1900 року родина Павлових жила в Софії. Закінчив філософський і педагогічний факультети Софійського університету, був учителем. За комуністичну діяльність зазнав репресій.
У 1932—36 рр. — декан факультету Інституту червоної професури в Москві. У 1936 повернувся до Болгарії. Під час війни був ув'язнений у концтаборі, звільнений 1943 року.
Після комуністичного перевороту в 1944—1946 рр. — член регентської ради, яка керувала країною за малолітнього царя Симеона II.
Автор праць з історичного матеріалізму й естетики. Президент (1947—1962), потім — почесний президент Болгарської АН, Герой НРБ, двічі Герой Соціалістичної Праці НРБ. З 12 червня 1947 року — іноземний член-кореспондент АН СРСР у відділенні літератури та мови (спеціальність — історія, література, філософія).
Сприяв прийняттю в СРСР і Болгарії «теорії відображення» як основи проблеми пізнання. Погляди Павлова, викладені в однойменній праці (1936), являють собою розвиток концепції В. І. Леніна і Дені Дідро.
Реабілітував у марксизмі поняття «ідеального». Досліджував проблему співвідношення філософії з іншими науками, естетикою. Павлову належать дослідження про естетичні погляди Платона й Арістотеля, Канта і Гегеля, Шиллера, Спенсера, Бергсона, Чернишевського. У літературно-критичних статтях розглядав творчість болгарських (Ботев, Вазов, Яворов, Людмил Стоянов, Любомир Левчев), російських (Лев Толстой, Горький, Шолохов, Маяковський), західних (Шекспір, Ібсен) письменників. Захищав соцреалізм від нападок ревізіоністів. Переклав на болгарську мову «Капітал» Карла Маркса. Полемізував із фрейдизмом, позитивізмом, ремкеанством — болгарськими послідовниками німецького філософа Йоганеса Ремке.
Заперечував загальні поняття у філософії. Наприклад, вважав, що не існує «людини» як такої, а є чоловіки й жінки. Підтримував соціологію і футурологію, рух есперанто.
У спогадах Желя Желева, майбутнього президента Болгарії, Павлов постає послідовним сталіністом.